# 樊凱
樊凯（1457年二月十七日—1512年），字大振，明朝驸马都尉，河南安阳人，明英宗第八女广德长公主的丈夫。
成化八年（1472年），樊凯选尚广德长公主。成化十五年（1479年），樊凯私淫使婢，致伤人命，明宪宗赦免其罪，让他到国子监学习。樊凯领宿卫军，册封辽王、蜀王。
成化二十年（1484年），妻子广德长公主逝世，安葬于翠微山之原（属北京金山皇家墓葬区）。正德七年（1512年）五月初六，樊凯逝世。明武宗辍朝一日，赐祭葬及斋粮、麻布如例。同年八月初七，与妻子合葬于翠微山之原。
1970年代，樊凯墓志在今石景山区琅山村北出土。
樊凯粗通诗词，其子樊琦、樊瑶、樊琮都荫封锦衣卫的职务。一女为黔国夫人。四子两女都是广德长公主所生。